# مارتن جيت باك
إن  مارتن جيت باك  هو طائرة تجريبية. و الاسم التجاري يدعوها حزمة طائرة ، ولكنها ليست طائرة أو صاروخ يدار بالطاقة.
وقد تم تطويره من قبل شركة مارتن للطائرات من نيوزيلندا ، وكان قد كشف النقاب عنها يوم 29 يوليو 2008 في جمعية الطائرات التجريبية لعام 2008 إير فينشر في أوشكوش ، ويسكنسن، الولايات المتحدة الأمريكية. وتصنف من قبل ادارة الطيران الاتحادية باعتبارها طائرة خفيفةتجريبية .
على عكس الأجهزة الأخرى في وقت سابق كان يدعى "جيت باك"، ومارتن من جيت باك هو أول من إعتبره جهازا عمليا. فقد كان قيد التطوير لأكثر من 27 عاما ويستخدم محرك البنزين (بريميوم) مع اثنين من المراوح الأنبوبية لتوفير الصعود. من الناحية النظرية يمكن أن تصل إلى سرعة 60 ميلا في الساعة، على ارتفاع 8,000 قدم، وتطير لمدة 30 دقيقة على خزان الوقود بالكامل. ومن المتوقع أن يكون سعر المستهلك $100,000. مارتن للطائرات تعتزم تسليم أول جيت باك لعشرة عملاء في أوائل عام 2010.

## الوصف
يعد جيت باك أنه جهاز صغير في تى أو إل مع اثنين من المراوح الأنبوبية التي توفر الارتفاع. هو مدعوم من قبل 2.0 لتر V4 محرك مكبس-محرك 200 حصان البنزين (بريميوم). الطيار يربط نفسه بالأحزمة /واقفا، وليس جالس. إنه ضخم بكثير جدا بالنسبة له / لها على المشي حول ارتداءه لذلك لا يمكن ان يصنف كجهاز ظهر. فإنه لا يملك التوربينات النفاثة أو المحركات الصاروخية، ولكن جت في من جيت باك يشير إلى إنتاج اثنين من المراوح التوربينية الجوية من مراوح أنبوبية. في ادارة الطيران الاتحادية قد تصنف على أنها طائرة تجريبية خفيفة . فإنه يستخدم نفس البنزين المستخدم في السيارات، من السهل نسبيا أن يطير، وأرخص للصيانة والتشغيل من غيرها من الطائرات الخفيفة. معظم طائرات الهليكوبتر تتطلب الذيل الدوار لمواجهة عزم الدوران، تعقيد الطيران، البناء والصيانة تتطلب بشكل كبير. تم تصميم جيت باك أن يكون عزم الدوران محايد - بسبب عدم وجود الذيل الدوار، أو دواسات القدم - وهذا يبسط التحلق بشكل كبير.يتم التحكم في المناورات والالتفاف من قبل يد واحدة، والارتفاع والانخفاض من قبل اليد الأخرى.

## الهامش
1. 1 2  Murph، Darren (29 يوليو 2008). "Martin Jetpack officially unveiled, lifts off on video". إنجادجيت. مؤرشف من الأصل في 2018-07-10. اطلع عليه بتاريخ 2008-12-10.
2. ↑  Hilkevitch، Jon (29 يوليو 2008). "Jet pack makes maiden flight at Oshkosh air show". شيكاغو تريبيون. مؤرشف من الأصل في 2013-01-02. اطلع عليه بتاريخ 2008-12-10.
3. ↑  Boyle، Alan (29 يوليو 2008). "Is this your jetpack?". MSNBC. مؤرشف من الأصل في 2010-01-07. اطلع عليه بتاريخ 2008-12-10.

http://www.businessweek.com/lifestyle/content/jun2010/bw20100615_209271.htm

## وصلات خارجية
- Martin Jetpack official website
- Video of Martin Jetpack in operation